# 10. Luftwaffen-Felddivision
Die 10. Luftwaffen-Felddivision war ein militärischer Verband der Wehrmacht während des Zweiten Weltkrieges.

## Geschichte

### Aufstellung
Sie wurde im Oktober 1942 unter dem Kommando des XIII. Fliegerkorps aus überschüssigem Personal der Luftwaffe in Westdeutschland aufgestellt.

### Ostfront
Ab Dezember 1942 war die Division an der deutsch-sowjetischen Front zum Einsatz.

## 10. Feld-Division (L)

### Aufstellung durch Umbenennung
Am 1. November 1943 wurde die Division ins Heer überführt und in Feld-Division 10 (L) umbenannt. 

### Vernichtung
Die Division wurde am 3. Februar 1944 aufgelöst und nachdem sie bei Kämpfen im Großraum Leningrad schwere Verluste hatte. 

### Verwendung der Reste der Division
Die Überreste der Division wurden in die 170. Infanterie-Division integriert.

## Kommandeure
- Generalmajor Walther Wadehn (25. September 1942 – 5. November 1943)
- Generalmajor Hermann von Wedel (5. November 1943 – 29. Januar 1944)